# Mercedes 35 CV
El Mercedes 35 CV (o Mercedes 35 PS en alemán; y Mercedes 35 HP en inglés) es el primer automóvil del constructor alemán Mercedes, diseñado según las especificaciones de un pedido realizado por Emil Jellinek en 1900. Wilhelm Maybach está en el origen del diseño del 35 PS, concebido en Stuttgart (Alemania) por la sociedad Daimler Motoren Gesellschaft (DMG), predecesora de Daimler-Benz. A menudo considerado como el primer coche de carreras de la historia del automóvil, el Mercedes 35 CV logró su primer premio sobre un circuito en 1901 en Niza. Era por entonces uno de los automóviles de carreras más eficientes, logrando numerosos premios y dominando a sus adversarios, antes de ser reemplazado por nuevos modelos más eficaces. Además, podía rodar sin problemas fuera de los circuitos.

## Historia

### DMG
En una época donde el desarrollo de los motores estaba en sus inicios, las invenciones de Wilhelm Maybach, sobre todo un motor de rotación rápida de pequeñas dimensiones, aportaron grandes progresos en la concepción de los automóviles. En 1890, Gottlieb Daimler y Wilhelm Maybach se unieron en la Daimler Motoren Gesellschaft (DMG), un concesionario automovilístico establecido en Cannstatt, cerca de Stuttgart, fusionando sus concesiones respectivas. Su carrera conjunta, con Wilhelm Maybach como diseñador industrial y con Gottlieb Daimler como pionero de la producción de motores de explosión, marcó la historia del automóvil por haber diseñado y concebido los primeros coches del mundo, y en particular el revolucionario Mercedes 35 CV.
DMG construyó los automóviles propulsados por los motores de 4 cilindros y 8 caballos de potencia, concebidos por Daimler y Maybach. El motor DMG-Phoenix, el más destacable de entre todos por haber retomado la idea del pequeño motor rápido de Maybach, se construyó por primera vez en 1894. Será utilizado en lo sucesivo sobre numerosos automóviles para participar en distintas carreras europeas.
En 1897, Emil Jellinek, diplomático y rico hombre de negocios austro-húngaro, vio un anuncio publicitario del constructor Daimler y decidió visitar la fábrica de la empresa en Cannstatt. Rápidamente impresionado, descubre y adquiere un dos cilindros Daimler, que lleva a la Costa Azul, región en la que ejercía como cónsul en Niza. La llegada de esta invención a las calles de Niza suscitó una cierta agitación, que despertó la curiosidad de Jellinek.
El motor DMG-Phoenix impresionó muy rápidamente a Emil Jellinek, de manera que inscribió dos coches para que compitieran en la carrera de montaña Niza - La Turbie (30 de marzo de 1899). DMG encarga a su maestro artesano Wilhelm Bauer (capataz de la fábrica y piloto probador) desarrollar una versión adaptada a las carreras de su Daimler Phoenix, ideado en 1897. Bauer decidió súbitamente competir él mismo para otros colores, lo que tuvo consecuencias inesperadas sobre la sociedad DMG, cuando su aventura terminó trágicamente. El vehículo Daimler de Bauer se estrelló en el primer viraje de la carrera, y el piloto falleció poco tiempo después debido a sus heridas. Desde entonces, DMG decidió anular todas sus participaciones en carreras automovilísticas.

### Mercédès
Emil Jellinek, ya convencido por el motor DMG-Phoenix, deseaba adquirir un automóvil totalmente nuevo y desarrollado por DMG. Es un gran aficionado a estas nuevas invenciones. Como Jellinek declaró: «No quiero un coche de hoy, ni un coche de mañana, quiero un coche del día que marcará una época». Convence entonces a Gottlieb Daimler para que realice un coche deportivo de nueva concepción. Reticente en un primer momento, Daimler acepta, sobre todo debido al número de 36 ejemplares encargados, una cantidad importante para la época. Jellinek conserva, sin embargo, los derechos de distribución en Francia, en Austria Hungría, en Bélgica y en los Estados Unidos. Desea igualmente que el coche lleve el nombre de su hija, Mercédès, con las dos tildes, por ser Jellinek un enamorado de la lengua francesa. Insiste sobre el hecho de que el motor tiene que estar desarrollado por Maybach y Daimler en persona, y que la entrega tiene que ser efectuada antes del 15 de octubre de 1900. Gottlieb Daimler y su hijo Paul Daimler van a poner desde entonces a punto un motor derivado del motor DMG-Phoenix.

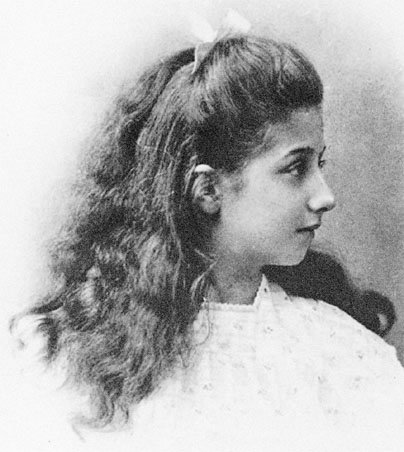
Adrienne Manuela Ramona Jellinek, apodada Mercédès, aquí a la edad de 13 años.

En 1900, Paul Daimler, hijo y sucesor de Gottlieb Daimler, toma el mando dado que Gottlieb había fallecido ese mismo año. Con Wilhelm Maybach, ingeniero en jefe de Daimler Motoren Gesellschaft, se encargan de concebir un nuevo modelo de motor de carrera específica, 4 cilindros, 5,9 litros y 35 caballos de potencia. Probablemente precursor en este campo, Jellinek hace instalar ciertas mejoras revolucionarias. Así, el futuro Mercedes tiene que ser más largo y más ancho que sus contemporáneos y su centro de gravedad tiene que bajarse, lo que procurará una relativa estabilidad y una mayor ventaja en las carreras. Efectivamente, se trata verdaderamente del elemento clave de su concepción, poniendo así final a la inestabilidad de los coches que por entonces eran muy proclives a volcar. El bastidor del Mercedes por otra parte debe realizarse en acero ligero, y el motor deberá ser sólidamente fijado al chasis. Es importante resaltar que el bastidor del Mercedes 35 PS fue el primer diseño que dejó de ser un coche de caballos motorizado. Emil Jellinek encargó los 36 ejemplares por una suma colosal para la época de 550 000 marcos (unos 130 000 dólares en 1900 o el equivalente a 5 millones de euros cien años después).
Durante los últimos meses de producción, Jellinek supervisó el desarrollo de los automóviles, al principio mediante una serie de telegramas enviados a diario, y más adelante, realizando visitas personales. Maybach prueba el nuevo coche por primera vez el 22 de noviembre de 1900, enviado un mes más tarde a Jellinek el 22 de diciembre de 1900 por Daimler. El novedoso automóvil es bautizado Mercedes 35 HP, siendo el primer Mercedes de la historia del automóvil. Muy rápidamente, aunque en sus comienzos padeció una serie de problemas menores, arrasa a sus competidores en todas las carreras automovilísticas de la Costa Azul, generando una publicidad excepcional a su constructor. El nombre de Mercedes se difunde rápidamente en todos los países donde el 35 HP logra victorias. Los encargos de Jellinek movilizan entonces todas las capacidades de producción de la fábrica de Daimler Motoren Gesellschaft de Cannstatt.

### Creación de la marca Mercedes

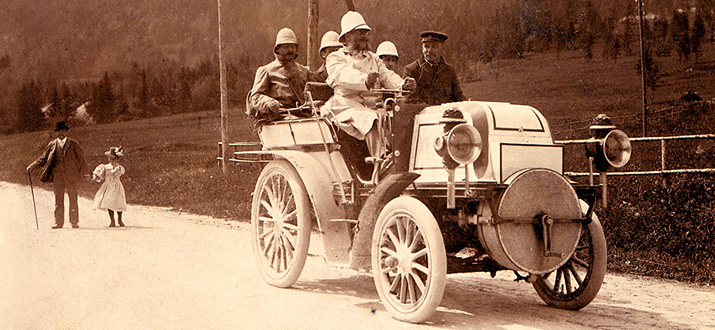
Emil Jellinek al volante de un Daimler Phoenix.

Con el fin de distinguir claramente los Daimler «normales» de los nuevos coches de carreras, Emil Jellinek bautizó los modelos que encargó con el nombre de Mercédès, tomando el nombre de su hija Mercédès Jellinek, que entonces contaba con 13 años. Se trata de un nombre cristiano de origen español, que significa gracia. En 1902, depositó oficialmente en Francia la marca comercial Mercédès y firmó un contrato de exclusividad comercial de los automóviles Daimler Motoren Gesellschaft para Austria-Hungría, Francia, Bélgica y los Estados Unidos. En lo sucesivo, Jellinek encargó coches de otros modelos por centenares. Hizo modificar legalmente su nombre, pasando a llamarse «Emil Jellinek-Mercedes». La notoriedad mundial de los modelos Mercédès incitó a Maybach y a sus socios a adoptar la marca Mercédès. En 1909, la marca Mercedes es registrada de nuevo en Francia, perdiendo sus acentos porque no existen en alemán.
En la carrera Niza-La Turbie de marzo de 1902, Emil Jellinek inscribió cinco de sus Mercedes en la prueba, uno de ellos conducido por el alemán Wilhelm Werner, célebre piloto de esta época. Jellinek se apunta la victoria, sin pretensiones. Efectivamente, sus coches dominan la carrera del comienzo al final, con un récord de velocidad media de 51,4 km/h, (batiendo la marca precedente de 31,3 km/h) y una velocidad punta de 86 km/h. Estos resultados superaron fácilmente a todos los coches competidores en todas las disciplinas. El mundo automovilístico quedó tan sorprendido que Paul Meyan, director del Automóvil Club de Francia, declaró: "Acabamos de entrar en la era Mercedes".
En 1926, las marcas Mercedes de Daimler Motoren Gesellschaft y Benz & Cie de Carl Benz, se fusionaron en Mercedes-Benz.

## Características

### Detalles técnicos

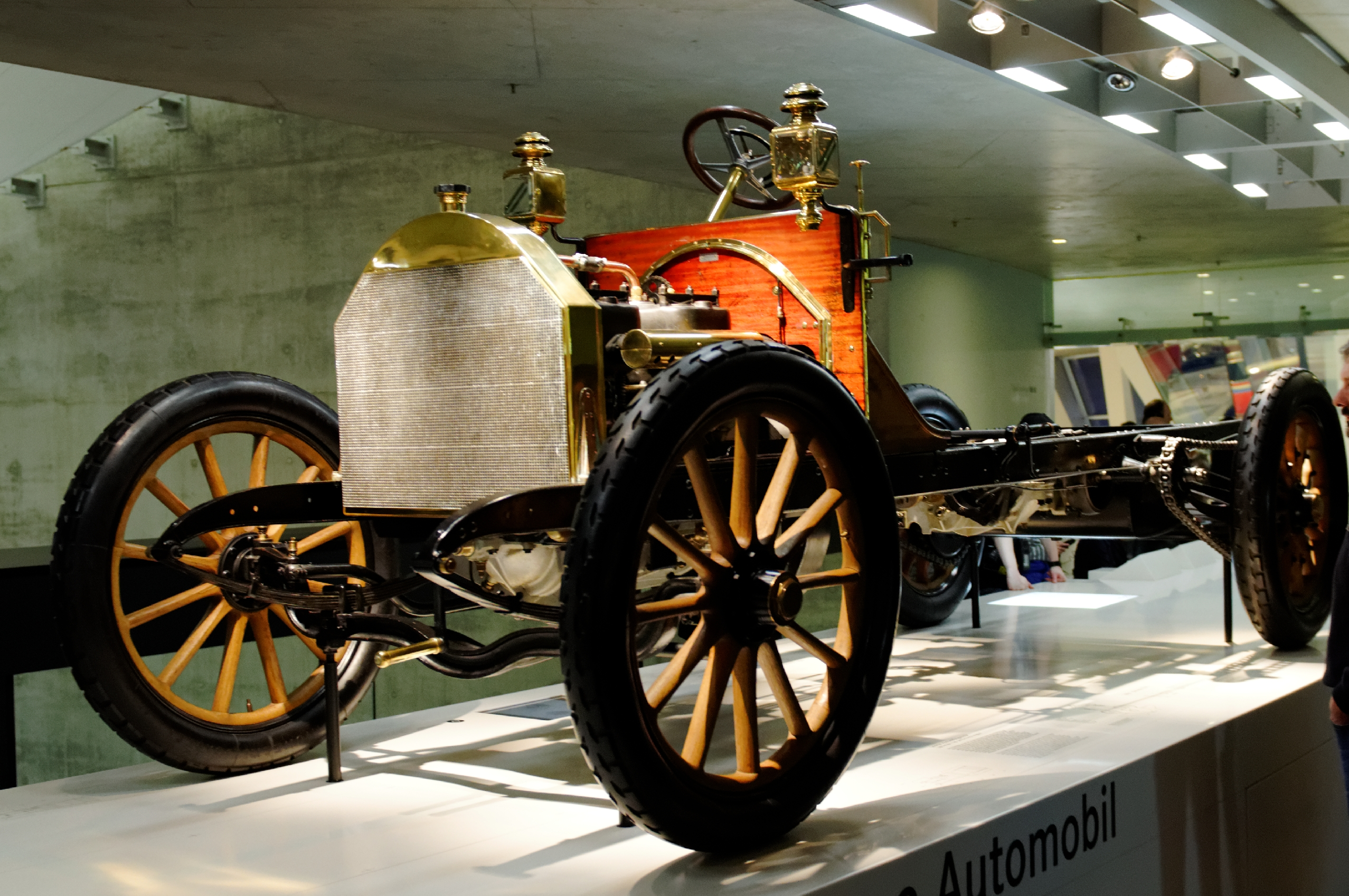
Bastidor del Mercedes 35 CV.

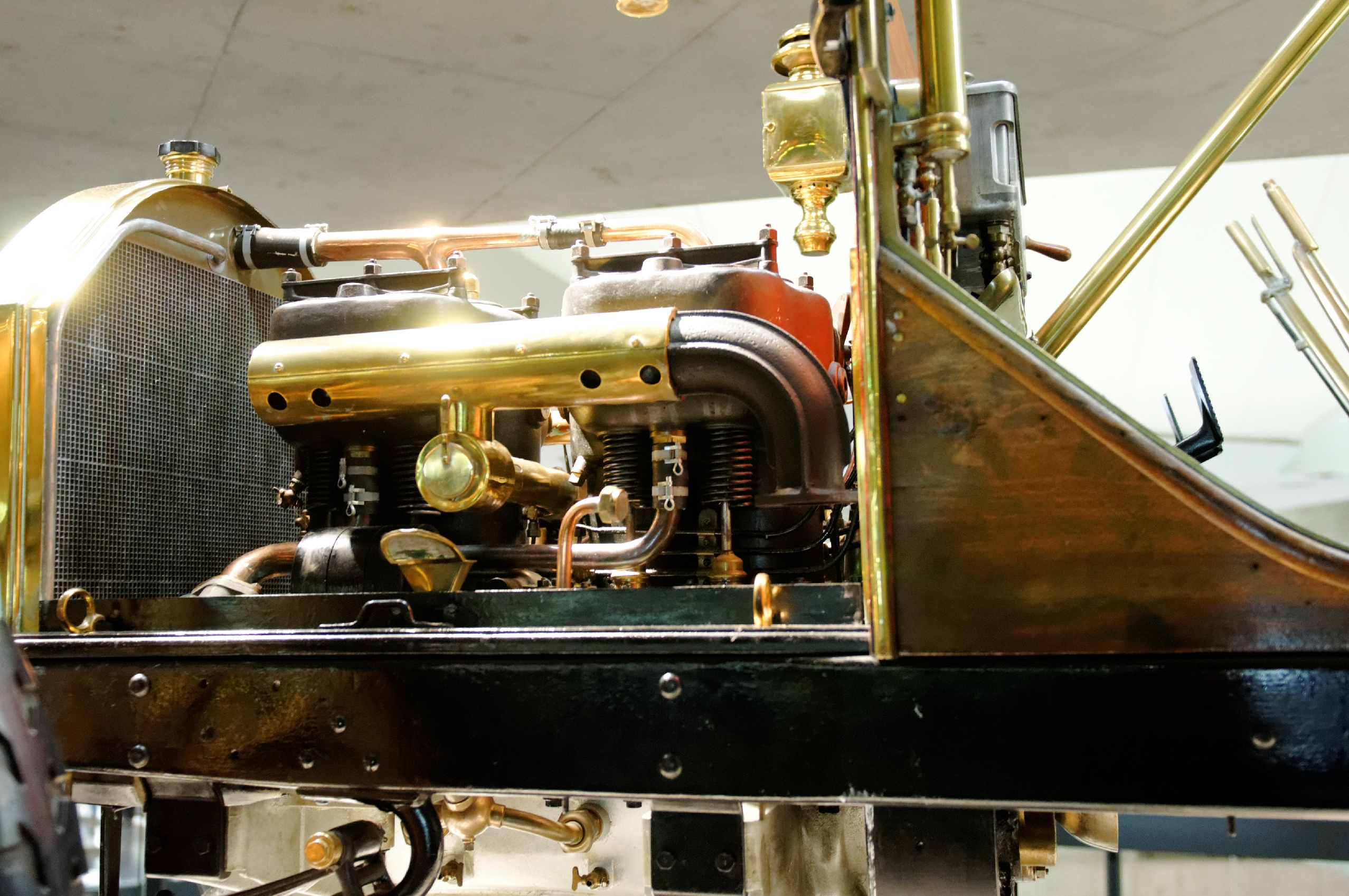
Motor del Mercedes 35 CV.

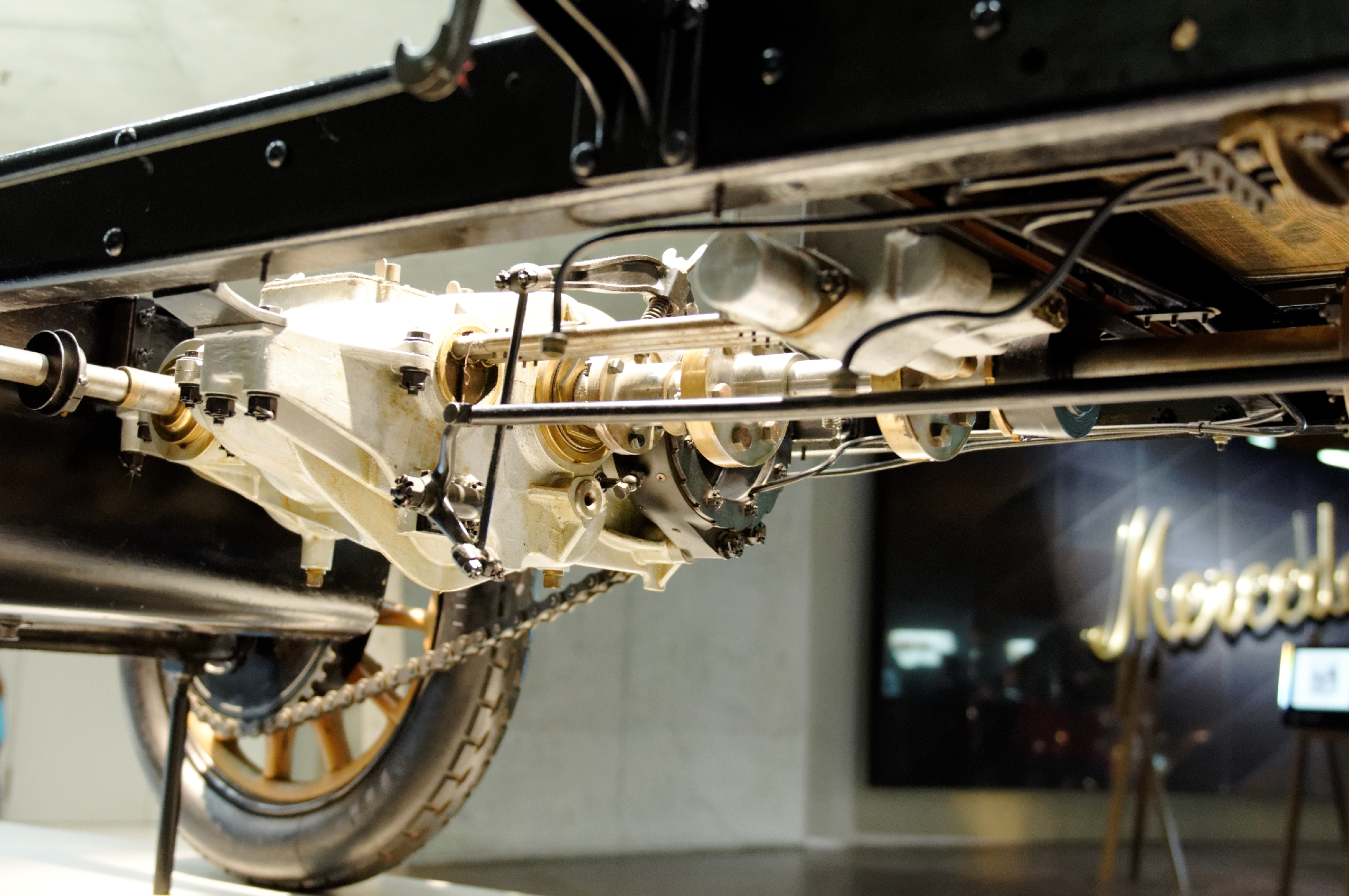
Sistema de transmisión trasera mediante cadena.

Las ruedas de madera del Mercedes 35 HP no son desmontables; y su diseño comprende 12 radios reforzados con acero. El sistema de frenado se descompone en dos subconjuntos: el freno de mano constituye el freno principal que actúa sobre las ruedas posteriores, mientras que el segundo, con un pedal, actúa sobre la cadena intermedia del árbol de transmisión. Ambos ejes son rígidos, equipados con sistemas de suspensión de ballestas semielípticas. El eje de dirección, el delantero, está concebido para minimizar la transmisión de los choques de la carretera al conductor, jugando así el rol de suspensión. La columna de dirección está inclinada hacia la parte posterior (a diferencia de los «timones verticales» habitualmente instalados en otros modelos), facilitando la conducción.
El motor del Mercedes 35 HP se ubica en la parte delantera del coche, en posición longitudinal, transmitiendo la potencia a las ruedas posteriores mediante una gran cadena articulada. El cambio de marchas dispone de una palanca que se mueve en una rejilla. Está situado en el lado derecho del conductor y presenta cuatro velocidades y marcha atrás. El sistema compacto de embrague se sitúa junto al volante. Los principales elementos mecánicos de la transmisión están fabricados de magnalio, una aleación de aluminio con un contenido del 0,5 al 10 % de magnesio. El cárter está fabricado igualmente de aluminio.
Los cuatro cilindros del motor de 5 918 cm³ están dispuestos por pares, y cada pareja posee su propio carburador. Las válvulas de admisión ya no son abiertas por la diferencia de presión, sino que son accionadas por árboles de levas situados a los dos lados del motor. El motor dispone de un sistema de enfriamiento por agua y por aire, gracias al ventilador situado detrás del radiador. El motor arranca por medio de una manivela.
El radiador de tubos, patentado por Maybach en 1897, es de nido de abeja; lo que constituye una de las innovaciones más llamativas de este Mercedes. Su forma oval recuerda a la de los vehículos Delaunay-Belleville. Su calandra rectangular posee 8070 tubos de 6 × 6 mm de sección cuadrada, lo que permite mejorar la circulación de aire. El flujo de aire está asistido por un ventilador situado detrás del radiador. Las versiones precedentes de enfriamiento de los motores automovilísticos eran únicamente por agua. Maybach introdujo así un suplemento de enfriamiento por aire que permitió disminuir significativamente la cantidad necesaria de líquido refrigerante. Esta cantidad sin embargo todavía sigue siendo grande en el 35 HP, que utiliza cerca de 18 litros.

### Prestaciones
Este primer Mercedes sigue fielmente el sistema Panhard, excepto en su mecánica, utilizando válvulas de admisión. Émile Levassor, ingeniero francés, fue quien ideó el sistema Panhard, que consiste en adjuntar al motor de régimen de giro fijo concebido inicialmente por Benz, un variador y una serie de piñones móviles que permiten modificar la relación entre el régimen del motor y la rotación del árbol de transmisión. El régimen del motor del Mercedes 35 HP puede variar entre las 300 y las 1000 rpm, siendo la velocidad de giro regulable por el conductor por medio de una palanca situada sobre el volante; su potencia punta es de 35 CV a 950 rpm. Alcanza así los 75 km/h de media, contra los 85 km/h de la versión de carreras. Tal velocidad en aquella época puede explicarse por un peso reducido (la mitad que otros modelos), pero sobre todo por una mejor gestión del motor; más eficaz y más rápido.
Las novedades y las mejoras así aportadas por DMG, bajo el impulso de Jellinek, contribuyeron al buen funcionamiento del 35 HP, que le valió los elogios de numerosos constructores: más fluido, más estable y con un funcionamiento más suave al ralentí. La aceleración se vio igualmente mejorada, una nueva cualidad en las características del motor, que en aquel momento no era usual. Adicionalmente, la masa del motor se redujo a 90 kg, muy inferior a los habituales 230 kg de otros motores de la época.

### Revolución

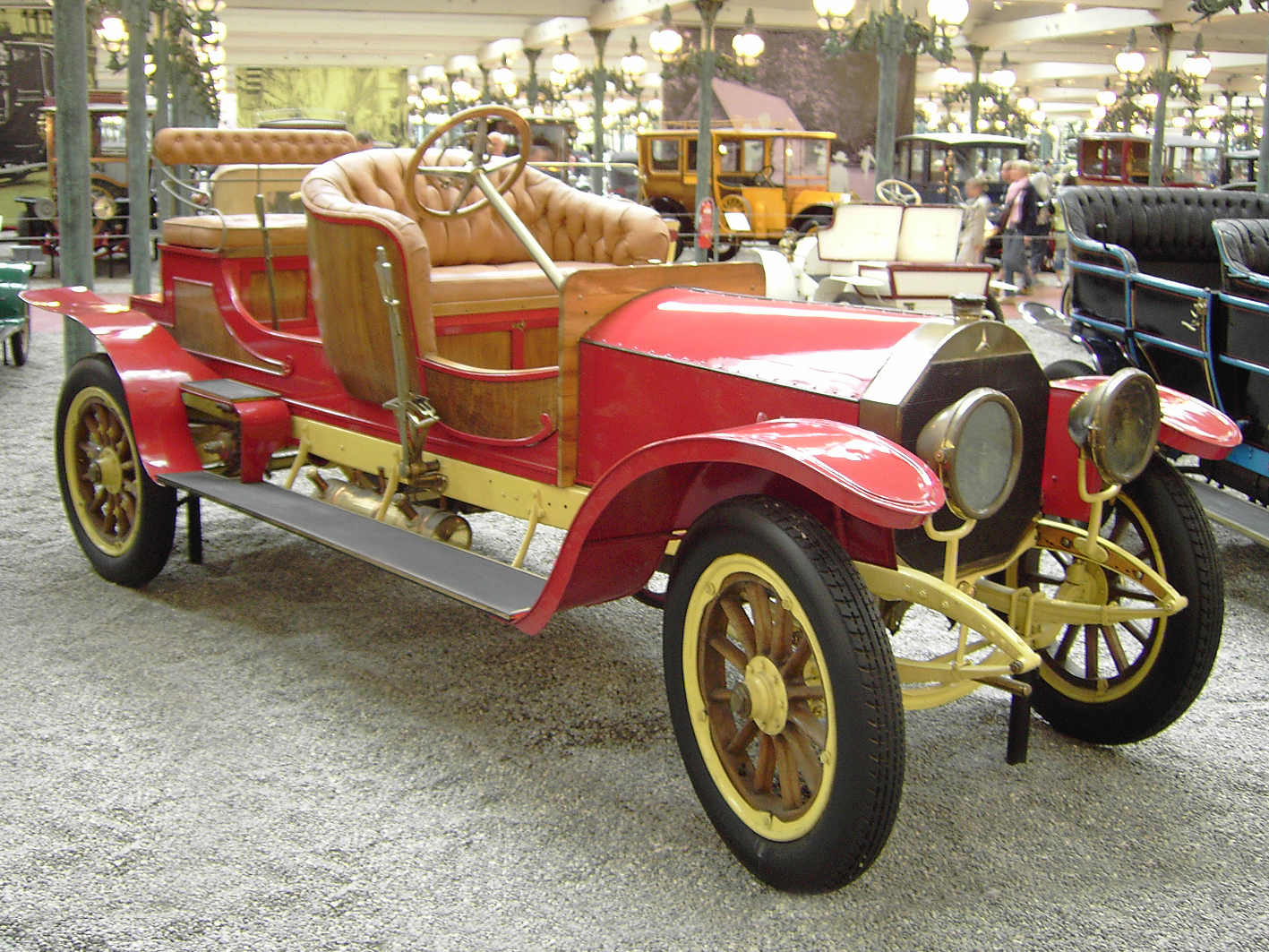
Mercedes 35 HP Phaeton.

El Mercedes 35 HP «revolucionó» el diseño automovilístico. Efectivamente, el estilo de este primer «verdadero» coche de la historia; al igual que su concepción misma, innovadora y más eficiente; hizo que la industria automovilística de la época experimentase un brusco aumento de interés por este vehículo. De esta forma, el referente del automóvil moderno del momento pasó a ser un coche de silueta alargada, de elevadas prestaciones, con un radiador en nido de abeja, una batalla larga, con puertas fijas franqueables, y ruedas de igual tamaño en ambos ejes.
El sensacional éxito obtenido en 1901 por los automóviles Mercedes da crédito a la novedosa concepción automovilística introducida por Maybach. Con el fin de extender el éxito del 35 HP, la DMG en Stuttgart añade dos asientos adicionales sobre el Mercedes 35 HP, transformándolo en un coche familiar; y entre marzo y agosto de 1901, añade otras dos motorizaciones a su gama, con 12 y 16 CV.

### Phaeton
El Phaeton es la versión turismo del 35 HP. Producido en 1901, es propulsado por un motor delantero de 4 cilindros en línea en posición longitudinal, desarrollando 35 CV a 950 rpm. Pesando cerca de 1200 kg, la relación peso/potencia alcanzaba los 34,286 kg/CV, muy elevada todavía si se compara con los 3 o 4 kg/CV de los actuales coches deportivos.